# Soprano Home Movies
"Soprano Home Movies" 78. je epizoda HBO-ove televizijske serije Obitelj Soprano i 13. u šestoj sezoni serije. Ujedno je i prva u drugom dijelu podijeljene šeste sezone. Napisali su je Diane Frolov i Andrew Schneider, David Chase i Matthew Weiner. Režirao ju je Tim Van Patten, a originalno je emitirana 8. travnja 2007.

## Radnja
U prisjećanju na 2004., dječak iz susjedstva ugleda uhićenje Johnnyja Sacka i Tonyjevo ispuštanje pištolja u snijegu dok bježi s mjesta događaja. Isti dječak kasnije uzme pištolj i opali iz njega.
Tri godine kasnije, vlasti okruga Essex uhićuju Tonyja zbog posjedovanja nelegalnog oružja. Tony provodi nešto vremena u pritvoru prije nego što se s odvjetnikom Neilom Minkom pojavljuje na sudu, gdje biva oslobođen s jamčevinom. U Brooklynu se održava zabava za Phila Leotarda, koji se nedavno vratio iz bolnice.
Tony se vraća kući uz topli doček. Kasnije, on i Carmela otputuju u Janiceinu i Bobbyjevu vikendicu u sjevernom New Yorku kako bi proslavili Tonyjev 47. rođendan. Bobby daruje Tonyju navalnu pušku. Dvojac se kasnije opušta pecajući u Bobbyjevu čamcu. Tony spominje kako Bobby "nije izgubio junf", misleći kako nikad nikoga nije ubio i povezuje to s rekordom u broju ubojstava Bobbyjeva oca. Bobby odvraća da se "približio", ali da njegov otac nikad nije želio to za njega. U New Jerseyju, A.J. koristi sobu svojih roditelja kako bi zabavio svoju novu djevojku i prijatelje dok su mu roditelji odsutni.
Tony, Carmela, Bobby i Janice proslavljaju Tonyjev rođendan s karaokama, pijenjem i Monopolyjem. Rasprede se svađa nakon razgovora o pravilima za kuće u Monopolyju. Nakon Tonyjevih prigovora, Janice ispriča priču iz djetinjstva o njihovu ocu i majci; tenzije dosežu vrhunac Tonyjevom primjerdbom o Janiceinu izgledu i njezinom promiskuitetnom ponašanju u prošlosti. Bobby udari Tonyja u lice i dvojica se potuku, a Tony završava krvav i izudaran na podu. Janice izgrdi Bobbyja što je udario Tonyja, a Bobby istrči van, gdje se odveze pijan u svojem terencu i zabije se u drvo. Vraća se unutra i ispriča se Tonyju. Parovi odlaze na spavanje. Tony se probudi usred noći i kaže Bobbyju i Janice da ga je Bobby pretukao u poštenoj borbi. Sljedećeg dana, čini se kako su razmirice izglađene, ali Tony kasnije prigovara kako je izgubio obračun s Bobbyjem.
Tony i Bobby odlaze na ranije dogovoreni sastanak s Kvebečanima koji žele prodati lijekove kojima je istekao rok. Kao dio pogodbe, Tony dogovara ubojstvo šurjaka jednog od Kvebečanina i kaže Bobbyju da se pobrine za to. Natrag u vikendici, Carmela i Tony odlaze kući dok se Bobby zapućuje u Montreal, gdje živi čovjek kojeg je pristao ubiti. Pronalazi metu u praonici rublja u stambenoj zgradi i ubije ga s dva hica.
Natrag kući, Tony gleda DVD koji mu je dala Janice. Nazove ga Mink, obavjestivši ga da je optužbu za posjedovanje oružja, iako ju je okrug Essex odbacio, preuzeo FBI. Bobby se vraća u svoju vikendicu, uzme kćer i zagleda se u daljinu preko jezera.

## Glavni glumci
- James Gandolfini kao Tony Soprano
- Lorraine Bracco kao dr. Jennifer Melfi *
- Edie Falco kao Carmela Soprano
- Michael Imperioli kao Christopher Moltisanti
- Dominic Chianese kao Corrado Soprano, Jr. *
- Steven Van Zandt kao Silvio Dante
- Tony Sirico kao Paulie Gualtieri
- Robert Iler kao A.J. Soprano
- Jamie-Lynn Sigler kao Meadow Soprano
- Aida Turturro kao Janice Soprano
- Steve Schirripa kao Bobby Baccalieri
- Vincent Curatola kao Johnny Sack **
- Frank Vincent kao Phil Leotardo
- Dan Grimaldi kao Patsy Parisi
- Greg Antonacci kao Butch DeConcini

* samo potpis

** arhivski materijal

### Gostujući glumci
| - Paige Allen kao reporter #1 - Maxime Alvarez de Toledo kao Kanađanin #2 - Philippe Bergeron kao Denis - John Bianco kao Gerry Torciano - Marc Bonan kao Rene LeCours - Jim Bracchitta kao Peter Acinapura - Jean Brassard kao Kanađanin #1 - Peter Caporale kao staro gunđalo - Dan Castleman kao okružni tužitelj Castleman - Dominic Chianese Jr. kao Dominic - John 'Cha Cha' Ciarcia kao Albie Cianflone - Daniel P. Conte kao Faustino 'Doc' Santoro - Alisha Davis kao sidrašica - Matt Fischel kao Jodge Woronow - Hunter Gallagher kao Brad - Armen Garo kao Salvatore 'Coco' Cogliano - Kadin George kao Hector Selgado - Kobi George kao Hector Selgado | - Amy Kean kao reporter #2 - Christian Laurin kao Normand - Antoinette LaVecchia kao Paula Salerno - Paul Lombardi kao reporter #3 - Robert LuPone kao dr. Bruce Cusamano - Allyssa Magliaro kao Jamie Salerno - David Margulies kao Neil Mink - Eric Morace kao detektiv Gaudioso - Patrena Murray kao Mercedes - Arthur J. Nascarella kao Carlo Gervasi - Vincent Piazza kao Hernan O'Brien - Avery Elaine Pulcher kao Domenica Baccalieri - Emily Ruth Pulcher kao Domenica Baccalieri - Dania Ramirez kao Blanca Selgado - Saundra Santiago kao Jeannie Cusamano - Zuzanna Szadkowski kao Elzbieta - Stephanie Szostak kao žena - Julia Thompson kao Lucy Salerno |

## Naslovna referenca
- Naslov epizode odnosi se na Janicein rođendanski dar Tonyju: DVD na koji je prenijela stare kućne filmove njih i njihove sestre Barbare snimljene tijekom njihova djetinjstva.

## Produkcija
- Scene u vikendici snimane su oko dva tjedna u lipnju 2006. u Putnam Valleyju u New Yorku. Dodatne interijerne scene snimljene su šest mjeseci kasnije u Silvercup Studiosu u New Yorku, gdje je u zvučnoj sobi sagrađena replika vikednice. Jezero koje se vidi nekoliko puta u epizodi je Lake Oscawana. Scene Tonyja i Bobbyja na pecanju snimljene su na lokaciji na jezeru, ali mnogo bliže obali nego što se to čini u epizodi. Scene smještene u Montrealu zapravo su snimljene u Clinton Hillu u Brooklynu. Snimanje scena smještenih u New Jersey i dom Sopranovih odvijalo se na lokaciji u okrugu Essex u New Jerseyju i u Silvercup Studiosu.[1]
- Snimajući scenu borbe između Tonyja i Bobbyja u Silvercup Studiosu, Steve Schirripa je slučajno udario Jamesa Gandolfinija. Scena je bila koreografirana, ali se Gandolfini nije izmaknuo na vrijeme. Nos mu je bio zakrvavljen, ali ne i slomljen. Prava ozljeda je ostala u epizodi.[2]
- Gregory Antonacci, koji glumi savjetnika Phila Leotarda Butcha Concinija, sada je potpisan na uvodnoj špici.

## Prijem

### Gledanost
"Soprano Home Movies" privukla je 7,66 milijuna gledatelja kad je originalno emitirana 8. travnja 2007. Bio je to značajan pad u odnosu na premijeru sezone 2006., koja je privukla 9,47 milijuna gledatelja, te najniža gledanost za premijeru sezone još od premijere druge sezone, koja je privukla gotovo isti broj gledatelja kao i "Soprano Home Movies".

### Recenzije
Kritičari su epizodu dočekali uglavnom pozitivnim reakcijama. Maureen Ryan iz Chicago Tribunea napisala je, "ovo je najbolje od labavog, kontemplativnog Sopranovskog pripovijedanja".
Lisa Schwarzbaum iz Entertainment Weeklyja bila je impresionirana epizodom i napisala da, iako na površini nije ispunjena događajima, "sve se dogodilo".
Tim Goodman iz San Francisco Chroniclea hvalio je epizodu, napisavši, "serija ostaje vitalna i zanimljiva kao i uvijek [...] Možda ne postoji bolji (ili realističniji) način da se krene u ovaj Sopranovski labuđi pjev".
Brian Zoromski s IGN-a dodijelio je epizodi ocjenu 9,5 od 10, navevši smireno, suptilno pripovijedanje kao veliku snagu.
Alan Sepinwall iz The Star Ledgera pohvalio je epizodu zbog davanja veće važnosti liku Bobbyja Bacale, napisavši, "Bio je to sat svježeg pogleda na Tonyja, Janice i njihovu prošlost, ali je i Bacali dao dignitet koji su mu scenaristi tako često uskraćivali".
Marisa Carroll s PopMattersa nazvala je premijeru "zvjezdanom" i napisala da "David Chase prepravlja priču o običnoj obitelji kao vikend-izletu u planine u brutalnom, gangsterskom smislu. [...] Takva pretjerivanja s potpisom su i urnebesna i uznemirujuća". Ocijenila je epizodu s 9 od 10.
Tom Biro s televizijskog bloga TV Squad oslikao je epizodu pozitivnim tonovima: "Sve u svemu, palci gore".
Kim Reed s Television Without Pity ocijenila je epizodu s A-, napisavši, "...iako se na površini ne događa puno toga, mislim da epizoda podsjeća na neke prethodne, a ta poznata obiteljska tenzija Sopranovih iskorištena je s dobrim učinkom".

### Nagrade
2007., "Soprano Home Movies" nominirana je u četiri kategorije na 59. dodjeli Emmyja. Između ostalog, nominirana je i za najbolju dramsku seriju. To je dovelo do nominacije serije—koja je ocijenjena prema šest epizoda iz drugog dijela šeste sezone, s tim da je "Soprano Home Movies" odnijela pobjedu.
Nominirana je, ali nije pobijedila, i u kategorijama najbolje forografije (Phil Abraham), montaže (William B. Stich) i najbolje sporedne glumice (Aida Turturro).
Epizoda je bila ponuđena i za nominacije u kategorijama za najboljeg sporednog glumca (Steve Schirripa) i scenarija dramske serije (Diane Frolov & Andrew Schneider i David Chase & Matthew Weiner); međutim, nije bila nominirana.
2008., redatelj epizode Tim Van Patten nominiran je od strane Ceha američkih redatelja za najbolju režiju dramske serije, ali je izgubio od Alana Taylora za Mad Men, također redovitog redatelja Obitelji Soprano.

## Vanjske poveznice
- "Soprano Home Movies" u internetskoj bazi filmova IMDb-a